# 乔家路
喬家路是中國上海市黃浦區的一條道路，东起中华路，西至凝和路，全长539米。

## 歷史
喬家路原址是一條河，明末将領乔一琦家族搬到當地居住後，河流得名乔家浜。辛亥革命后的1917年，乔家浜被填埋，同時修建乔家路。起初喬家路是弹街路面，20世纪80年代改建为混凝土路面。